# The Hills Shire
The Hills Shire är en region i Australien. Den ligger i delstaten New South Wales, i den sydöstra delen av landet, omkring 38 kilometer nordväst om delstatshuvudstaden Sydney. Antalet invånare är 176 487. Arean är 401 kvadratkilometer.
Följande samhällen finns i The Hills Shire:
- Castle Hill
- Baulkham Hills
- West Pennant
- Beaumont Hills
- Glenhaven
- Kenthurst
- Middle Dural
- Maroota
- South Maroota
- Sackville North
- Lower Portland

I omgivningarna runt The Hills Shire växer huvudsakligen savannskog. Runt The Hills Shire är det tätbefolkat, med 331 invånare per kvadratkilometer. Genomsnittlig årsnederbörd är 1 380 millimeter. Den regnigaste månaden är februari, med i genomsnitt 200 mm nederbörd, och den torraste är juli, med 36 mm nederbörd.